# الحمر
الحُمّر هي بلدة في محافظة عمان العاصمة شمال غرب الأردن.